# Saki (Krim)
Saki (Russisch en Oekraïens: Саки, Krim-Tataars: Saq) is een stad op de Krim aan de Zwarte Zee. In 2013 had de stad 23.655 inwoners.

## Geschiedenis
De exacte oorsprong van de huidige stad Saki is onbekend. Ten tijde van het Kanaat van de Krim was Saki een klein dorp. In 1805 had Saki minder dan 400 mensen, van wie meer dan 95 procent Krim-Tataren waren. In 1827 werd het eerste badhuis gebouwd en tien jaar later een kantoor van het militair hospitaal van Simferopol. 
Tijdens de Krimoorlog landden de geallieerde troepen in de buurt van Saki tussen het Saki-meer en het Kyzyl-Yar-meer en belegerden Sebastopol. Begin februari 1855 richtten de troepen van generaal Stepan Aleksandrovich Khroulev zich op Saki voordat ze de vijand aanvielen in de vestingwerken van Evpatoria. Het dorp werd volledig verwoest door bombardementen. Na de Krimoorlog verlieten de Krim-Tartaren het dorp. In 1858 kwamen er migranten uit het gebied rond Poltava en vestigden zich hier, gevolgd door Grieken uit Constantinopel.
Bij de plaats ligt een vliegbasis, deze werd voor de Tweede Wereldoorlog aangelegd als school voor piloten. In februari 1945 landden er een Engelse en Amerikaanse delegatie op het vliegveld van Saki voor de Conferentie van Jalta.

## Geboren
- Mykola Matvijenko (1996), voetballer